# Non, à jamais sans toi
"Non, à jamais sans toi" ("Não, sempre sem ti") foi a canção que representou a Suíça no Festival Eurovisão da Canção 1965 que se realizou em 21 de março de 1965, em Nápoles. Foi interpretada em francês pela cantora grega Yovanna (nome verdadeiro: Ioanna Fassou Kalpaxi). Foi a 18.ª e última canção a ser interpretada na noite do festival, a seguir à canção jugoslava "Čežnja"., interpretadaor Vice Vukov. A canção suíça terminou a competição em oitavo lugar, recebendo um total de 8 pontos. No ano seguinte, em 1966, a Suíça foi representada por Madeleine Pascal que interpretou o tema  "Ne vois-tu pas?".

## Autores da canção
- Letrista: Jean Charles
- Compositor: Bob Calfati
- Orquestrador: Mario Robbiani

## Letra
A canção é uma despedida ao seu amante. Ela considera que todo o tempo passado com ele foi uma pura perda de tempo e chega à conclusão que o melhor é que ele desapareça da vida dela. Daí o título "Não, sempre sem ti".